# Набопаласар
Набопаласа́р (аккад. Набу-апла-уцур, букв. «Набу наследника храни») — царь Вавилонии с 23 ноября 626 по 15 августа 605 года до н. э. Основатель Нововавилонского царства и X Нововавилонской (халдейской) династии.

## Биография

### Борьба Вавилона за свою независимость

#### Набопаласар — правитель Страны Моря
Набопаласар, видимо, был родом халдей. В своих надписях Набопаласар называет себя mâr lā mammâna («ничейный сын»), поразительный термин, которого нет ни у одного другого месопотамского царя. Два других нововавилонских царя, не имевших кровного родства с предыдущей царской семьёй — Нергал-шар-уцур и Набонид, — тем не менее упоминали имена своих отцов и с гордостью писали о них в своих надписях. То, что Набопаласар был ничейным сыном, почти наверняка ложь; человек действительно неизвестного происхождения не смог бы иметь достаточного влияния, чтобы стать царём Вавилона. Хотя нет убедительных доказательств его халдейского происхождения, термин «халдейская династия» часто используется современными историками для обозначения царской семьи, которую он основал, а термин «халдейская империя» по-прежнему используется в качестве альтернативного историографического названия для Нововавилонского царства. Несколько почти современных текстов, таких как «пророчество из Урук», описывают Набопаласара как «царя Страны моря», то есть самой южной части Вавилонии, предполагая, что его происхождение было оттуда. Ассирийцы также приписывали ему южное происхождение; в письме ассирийского царя Син-шар-ишкуна Набопаласар описывается как живущий у «Нижнего моря», то есть на побережье Персидского залива. 
Видимо, события происходили следующим образом: в 629 году до н. э. ассирийский царь Ашшур-этель-илани назначил вместо смещённого Бел-ибни правителем Страны моря Набопаласара. Набопаласар, возможно, был потомком даккурийского князя Шамаш-ибни, казнённого Асархаддоном в 678 году до н. э. за мятеж. В связи с этим назначением Ашшур-этель-илани счёл нужным реабилитировать память Шамаш-ибни и вернуть его останки на родину, где они были торжественно погребены. Страна Моря (Приморье) с её многочисленными халдейскими воинами имела слишком важное значение для Ассирии.
Ассирия, разделённая на несколько царств, уже не могла осуществлять контроль над Вавилонией в той же степени, как она делала это раньше. В начале 627 года до н. э. умер Ашшурбанапал и власть в Ашшуре захватил наместник города Набу-рехту-уцур, но это восстание было подавлено личной армией «великого евнуха» Син-шум-лишира (надпись Ашшур-этель-илани). В мае 627 года до н. э. умер вавилонский царь Кандалану, после чего Вавилон вообще не признал никакого царя, а стал датировать свои документы фиктивным продолжением правления уже умершего Кандалану.

#### Восстание против Ассирии

Война Вавилонии за независимость в 627—605 гг. до н. э.

Воспользовавшись затруднениями Ассирии, Набопаласар поднял восстание, захватил Урук, принадлежащий ассирийскому царю Син-шар-ишкуну, а в мае 627 года до н. э. осадил Ниппур. В августе (12 улулу) 627 года до н. э. ассирийский авангард перешёл вавилонскую границу и сжёг городок Шазнаку. В сентябре того же года в бой вступили главные ассирийские силы. Истуканы богов из города Киша, лежащего на пути вторжения врага, были спешно отправлены в Вавилон. Но ассирийцы торопились к Ниппуру. При их приближении Набопаласар, не приняв бой, отступил на юг. Ассирийцы и жители Ниппура осадили его в Уруке (ноябрь 627 года до н. э.), но не смогли взять город, были разбиты во время вылазки и вынуждены были отступить. Не позднее мая 626 года до н. э. Набопаласар принял царский титул.

#### Военные действия в Вавилонии
Весной 626 года до н. э. вся страна была охвачена войной и восстаниями; не было возможности даже справить праздник Нового года. Хроника Акиту (ABC 16) отмечает:

«После Кандалану, в год восшествия Набопаласара были восстания в Ассирии и Аккаде. Были боевые действия и продолжались боевые действия. Набу не пришёл, и Бел не вышел. Набу не пришёл, Бел не вышел».— фрагмент Хроники Акиту (ABC 16)
В месяце аяру (апрель/май) 626 года до н. э. ассирийская армия под руководством Син-шум-лишира вторглась в Вавилонию и установила свою власть в Аккаде и Северном Шумере. Не позднее июня 626 года до н. э. жители Ниппура признали Син-шум-лишира царём Ассирии и не позднее августа то же самое произошло и в Вавилоне. Превращение Син-шум-лишира из сановника в «царя Ассирии» произошло, по всей вероятности, с санкции «царя вселенной» Ашшур-этель-илани, поскольку ниппурские документы носят даты обеих правителей. Но в начале сентября 626 года до н. э. положение круто изменилось. В уличном сражении в одном из городов на юге Вавилонии армия Син-шар-ишкуна потерпела поражение от войск Набопаласара и была вынуждена отступить в Ассирию, что, кстати, доказывает, что отношения Син-шар-ишкуна со своими «товарищами по правлению» были достаточно хорошими, чтобы позволить войскам Син-шар-ишкуна отойти на их территорию.
Вскоре начала терпеть поражения и главная ассирийская армия Син-шум-лишира. Уже в середине сентября Сиппар стал датировать свои документы началом правления Набопаласара, а в Вавилоне была возобновлена фикция продолжения правления умершего Кандалану, хотя тут же вавилонская хроника отмечает, что в течение одного года в стране не было царя. 12 ташриту (10 октября) ассирийская армия, отступающая к северу под натиском Набопаласара, была разбита вавилонянами, а 26 арахсамну (23 ноября) 626 года до н. э. Набопаласар был официально провозглашён царём Вавилона. В одном вавилонском эпическом тексте рассказывается, что накануне овладения Вавилоном Набопаласар разбил ассирийскую армию на берегу канала города Куту и приговорил к смертной казни «великого евнуха Ассирии». Очевидно, здесь речь идёт о судьбе Син-шум-лишира.
Но Ассирия не хотела так просто мириться с потерей Вавилона. Весной 625 года до н. э. ассирийцы вновь пошли походом на Вавилон. 17 нисанну (март/апрель) в Вавилон прибыли боги из города Шапаззу (город на берегу реки Дияла), стоящего на пути ассирийского войска. 21 аяру (14 мая) ассирийцы взяли и разграбили город Шаллат в одном-двух переходах от Сиппара, а 20 симану (май/июнь) были эвакуированы истуканы богов из Сиппара. Однако ассирийцам не удалось продолжить удачно кампанию. Этому помешало вторжение в Ассирию какого-то народа, возможно — мидян. Оставив в Шаллате сильный гарнизон, ассирийская армия повернула назад на защиту родины. Попытка Набопаласара отбить Шаллат у ассирийцев кончилась неудачно.

#### Новое наступление ассирийцев
Ассирийцам удалось отразить вторжение мидян. Фраорт погиб вместе с большей частью своего войска. Но и потери ассирийцев тоже были очень велики, и только через 15 месяцев ассирийская армия смогла возобновить боевые действия в Вавилонии. В начале месяца улулу (конец августа) 624 года до н. э. ассирийцы выступили против Вавилона и стали лагерем на канале Нар-Баниту. В том же году зависимость Урука от Вавилона ослабла, так как Урук перестал датировать свои документы годами правления Набопаласара, а предпочёл нейтральную форму «четвёртый год закрытия ворот», то есть осадного положения, введенного в 627 году до н. э. Но ассирийцы так и не смогли в этом году добиться сколько-нибудь значительного перевеса и ушли обратно в Ассирию. Набопаласар в свою очередь в октябре 624 года до н. э. попытался захватить Ниппур, сохранявший верность ассирийцам, но потерпел неудачу.
В 623 году до н. э. Набопаласару удалось поднять восстание в провинции Дер и, таким образом разомкнув ассирийское кольцо, обеспечить себе связь с Мидией. В августе вавилоняне осадили Урук. В ответ на это Син-шар-ишкун предпринял наступление на юг и не позднее сентября 623 года до н. э. он был признан царём в Сиппаре, а в октябре вступил в Аккад. До марта 622 года до н. э. Набопаласар был выбит из Аккада, и Вавилон стал датировать свои документы правлением Син-шар-ишкуна, но к концу года по ассиро-вавилонскому календарю на севере произошли какие-то события, спешно заставившие Син-шар-ишкуна вернуться на защиту Ниневии, предварительно усилив гарнизон Ниппура, верного ассирийцам.

#### Нашествие скифов
Первоначально ассирийцев отвлекли арабы, вторгшиеся в Ассирию из Сирии. Ассирийцы разгромили их и вынудили отступить. Затем последовало вторжение мидян Киаксара, которые подошли к Ниневии. Но тут на мидян напал царь скифов Мадий и разгромил их. Ассирия была спасена, но скифы, словно ураган, прошли через всю Месопотамию, Сирию, Палестину и достигли границ Египта. Фараону Псамметиху I с большим трудом удалось откупиться от их нашествия. Воспользовавшись затруднениями Ассирии, Набопаласар вновь установил свой контроль над Вавилонией и приступил к осаде Ниппура.

#### Военные действия на Среднем Евфрате
Около 617 или 616 года до н. э. Ассирия заключила союз с Манной и Урарту. Вскоре к ним примкнул и Египет. В месяце аяру (апрель/май) 616 года до н. э. Набопаласар повёл вавилонские полки вверх по долине Евфрата в ассирийские провинции Суху и Хиндану. 12 абу (24 июля) в сражении при Каблину вавилоняне разбили ассирийцев и пришедших к ним на помощь маннеев. В тот же день они взяли и город Каблину. Затем вавилоняне разграбили ассирийские владения в бассейне реки Балих, где они захватили города Мане, Сахиру и Балиху. Обремененные добычей и пленными, вавилоняне повернули обратно и, по дороге взяв город Хиндану, в августе 616 года до н. э. вернулись в Вавилон. А в месяце ташриту (сентябрь/октябрь) на выручку ассирийцам в долину Евфрата явились египтяне. Союзники дошли до города Каблину, но не рискнули вторгаться в пределы Вавилонии. В том же году после долгой осады вавилоняне захватили Урук.

#### Наступление на Ассирию
В месяце аддару (февраль/март) 615 года до н. э. Набопаласар предпринял наступление на Ассирию. На реке Забан (Малый Заб), у города Мадану, что в области Аррапха, Набопаласар нанёс поражение ассирийцам. Вавилоняне сбросили ассирийское войско в реку и захватили их обоз. С добычей и пленными вавилоняне правым берегом Тигра беспрепятственно вернулись на родину. В месяце аяру (апрель/май) 615 года до н. э. вавилоняне снова выступили в поход и подступили к Ашшуру, но овладеть им с налёта не смогли. В июне на выручку городу пришла главная ассирийская армия во главе с царём Син-шар-ишкуном. Вавилоняне обратились в бегство. Противник гнался за ними по пятам. Положение спасла крепость Такритайн на правом берегу Тигра, где укрылось вавилонское войско. Ассирийцы штурмовали её 10 дней подряд, но вавилонский гарнизон мужественно отразил все приступы, и ассирийцы отступили.

#### Взятие Ниппура
В это время ниппурцы, осаждаемые вавилонянами ещё с 622 года до н. э., испытывали жесточайшие муки голода. Цены на продукты поднялись в 3 раза выше, чем в Вавилоне во время осады в 650—648 годах до н. э. Жители Ниппура продавали спекулянтам, припрятавшим продукты, в рабство своих детей, чтобы спасти их и себя от голодной смерти. В 615 году до н. э., изнурённые голодом и болезнями и не верившие больше в помощь ассирийского царя, ниппурцы сдали город, который являлся последним оплотом ассирийцев в Вавилонии.

### Гибель Ассирии

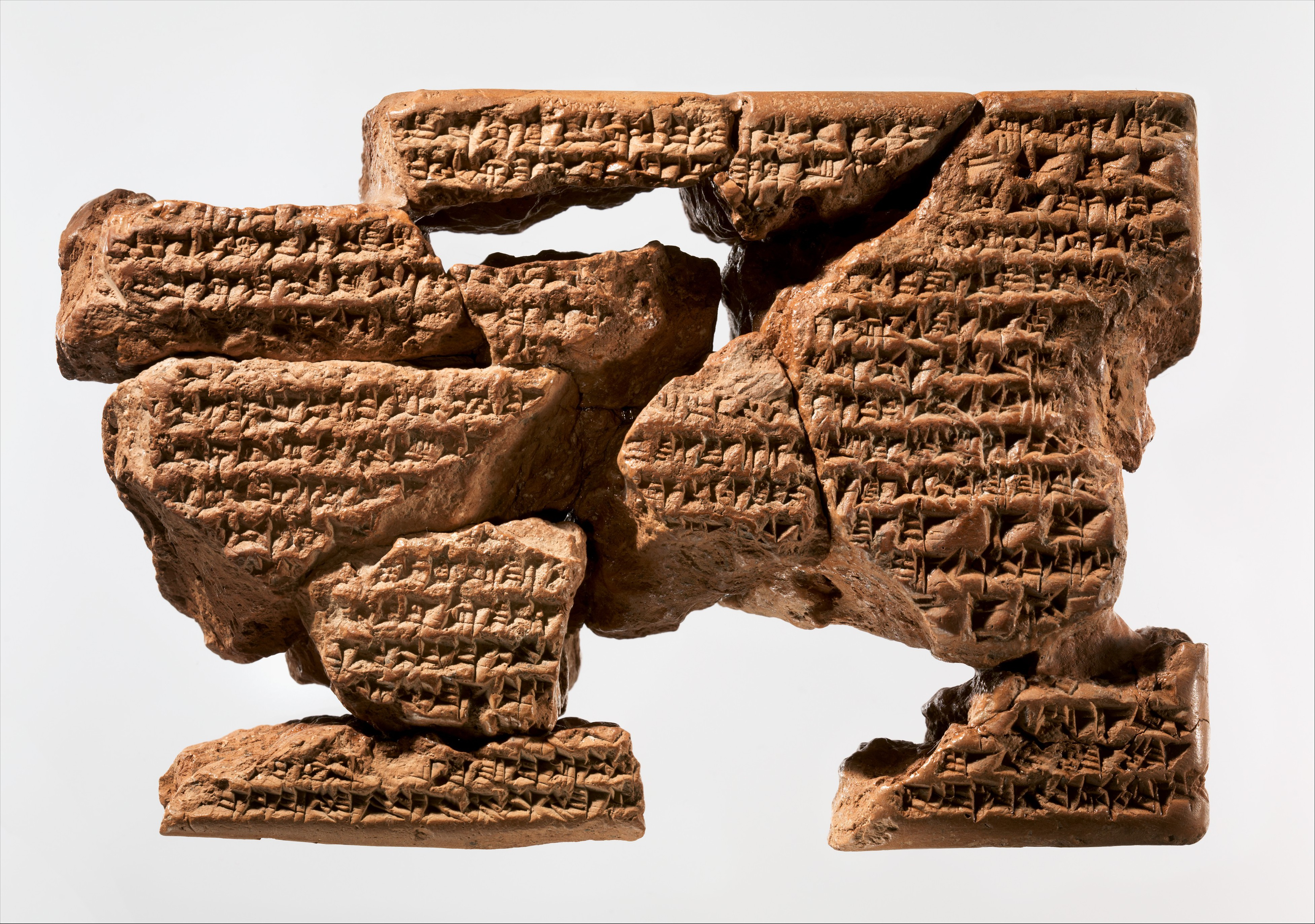
Клинописная табличка — письмо Син-шар-ишкуна Набопаласару. Син-шар-ишкун, по-видимому, окончательно осознав бедствие, которое должно было обрушиться на его царство, отправил письмо Набопаласару, пытаясь заключить мир. Син-шар-ишкун умолял Набопаласара избежать дальнейшего кровопролития и писал, что ему следует «успокоить своё огненное сердце». Набопаласара это не интересовало; Син-шар-ишкун ждал слишком долго, и он больше не мог предложить ничего такого, чего вавилоняне и мидяне не смогли бы взять себе в бою. Был отправлен резкий ответ, в котором Набопаласар заявил, что «я вырву корни [Ниневии] и сотру основания земли». Оригинальные таблички, содержащие эти строки, не сохранились, а известный текст был получен из табличек, сделанных во времена Селевкидов, столетия спустя. Являются ли письма копиями подлинных, более древних, оригиналов или полностью вымышленными, остаётся предметом спора

#### Взятие Ашшура
Тем временем, оправившись от поражения, нанесенного скифами, возобновили военные действия мидяне. Уже в 616 — 615 годах до н. э., воспользовавшись поражением, нанесённым маннейскому войску под Каблину, Киаксар захватил Манну. В месяце арахсамну (октябрь/ноябрь) 615 года до н. э. мидяне ворвались в ассирийскую провинцию Аррапху, а в месяце абу (июль/август) 614 года до н. э. мидяне появились в окрестностях Ниневии и захватили городок Тарбицу недалеко от неё. Затем они переправились через Тигр и, спустившись вниз по течению, в августе 614 года до н. э. штурмом взяли Ашшур. Город был разграблен и полностью разрушен, а его жители частью перебиты, частью уведены в плен. Когда всё было кончено под Ашшуром, появился Набопаласар с вавилонской армией. В конце августа тут же на развалинах Ашшура Набопаласар заключил союз с мидийским царём Киаксаром.

#### Временный успех ассирийцев
В 613 году до н. э. на Мидию вновь начали наступление скифы, и мидяне вынуждены были прекратить боевые действия против Ассирии. В месяце аяру (апрель/май) 613 года до н. э. ассирийцам удалось поднять восстание в провинции Суху, захваченной вавилонянами в 616 году до н. э. Набопаласар тотчас же выступил в поход и 4 симану (11 мая 613 года до н. э.) взял город Рахилу, но крепость Анату, расположенная на острове посреди Евфрата, выдержала вавилонский штурм.
Приближение главных сил ассирийцев вынудило Набопаласара, от которого к этому времени отпали некоторые аккадские города, отступить и отдать ассирийцам бассейн Среднего Евфрата без боя. На крайнем юге Урук вновь признал своим царём Син-шар-ишкуна. О том, в какой мере Ассирия в это время чувствовала себя в безопасности, свидетельствует тот факт, что в 613 году до н. э. были снесены укрепления города Кальху в связи с предполагаемой их перестройкой.

#### Взятие Ниневии и разгром коренной Ассирии
В 612 году до н. э. мидяне, разгромив скифов, вновь вторглись в Ассирию и подступили к Ниневии. Туда же с войском подошёл и Набопаласар. Союзные войска осадили Ниневию и взяли эту сильнейшую крепость всего через 3 месяца (август 612 года до н. э.). Согласно источникам, штурм удался благодаря созданию искусственного наводнения, вероятно, подмывшего сырцовую стену города. Очевидно, осаждающие разрушили плотины на реке Хоср, расположенные непосредственно выше стен Ниневии. Син-шар-ишкун, чтобы не попасть в плен, поджёг свой дворец и погиб в пламени. Победители полностью разрушили Ниневию, оставив после себя только руины и пепелища. Точно такая же участь постигла и остальные ассирийские города — Кальху, Арбелу, Дур-Шаррукин, Нацибин, Руцапу и другие.

#### Разгром остатков ассирийцев в районе города Харрана
В 611 году до н. э. вавилоняне начали операции в районе Харрана и захватили и разгромили область Шуппа. А 28 арахсамну (октябрь/ноябрь) Набопаласар овладел в тылу ассирийцев городом Руггулити при впадении в Евфрат реки Сагур и перебил всё его население. Решающие бои за Харран разыгрались в следующем году. Набопаласар выступил в поход в мае 610 года до н. э. и до ноября опустошал область Харрана. В ноябре к нему присоединились мидяне, и вместе с ними он двинулся на Харран. Ассирийцы и египтяне в ужасе бросили город и бежали за Евфрат. Харран был разграблен, причём мидяне уничтожили его знаменитый храм Эхулхул.
В марте 609 года до н. э. победители разошлись по домам, оставив в Харране вавилонский гарнизон. В июне 609 года до н. э. на помощь ассирийцам к Каркемишу двинулись главные силы египтян под командованием самого фараона Нехо II. Соединившись с Ашшур-убаллитом II, Нехо перешёл Евфрат и атаковал Харран. Тяжёлые бои велись всё лето. Вавилонский гарнизон мужественно отразил все приступы египтян и ассирийцев и удержал город.
В сентябре 609 года до н. э. Набопаласар двинулся на выручку Харрану. Проиграв битву в стране Ицалла (севернее Харрана), фараон Нехо снял осаду Харрана и отступил за Евфрат. Харран остался в руках вавилонян. С 609 года до н. э. ассирийцы и их царь Ашшур-убаллит навсегда исчезают со страниц истории. При дележе ассирийского наследства Набопаласар получил южную часть бывших ассирийских владений: провинции Нацибина, Руцапу, Ашшур, Гутиум (в долине реки Диялы). Вавилоняне захватили также Сузы и западную часть Элама, а на востоке Элама в Аншане утвердились персы, данники мидян.
Вавилоняне одержали крупнейшую в своей истории победу, но напрасно мы будем искать в оставленных ими многочисленных надписях описание их триумфа. Набопаласар лишь глухо упоминает о победе над Субарумом — так в глубокой древности называлась Северная Месопотамия. В другой надписи он говорит: «Ассириец, который с давних дней господствовал над всеми народами и своим тяжким игом наносил ущерб народу Страны (то есть Вавилонии), — я, слабый, смиренный, чтущий владыку владык, могучей силой богов Набу и Мардука, моих господ, отвратил их стопы от страны Аккад и сбросил их иго». А царь Набонид, один из преемников Набопаласара, прямо утверждал вопреки истине, что вавилоняне не принимали никакого участия в разгроме ассирийских городов, что все это было делом рук одних скифов. Набопаласар же, по словам Набонида, лишь молился богам и в знак печали спал не на ложе, а на земле.

### Захват вавилонянами Сирии и Палестины

#### Наступление вавилонской армии на египтян

Нововавилонское царство

С конца 609 по август 607 года до н. э. вавилонская армия под командованием Набопаласара и Навуходоносара, выполняя свой союзнический долг, помогала мидянам громить бывшего ассирийского союзника — царство Урарту. И только в октябре 607 года до н. э. Набопаласар повёл вавилонскую армию на египтян. Началась ожесточенная борьба за переправу через Евфрат, длившаяся до весны 605 года до н. э. Первое предмостное укрепление, созданное вавилонянами в декабре 607 года до н. э. у города Кимуху на Евфрате, летом 606 года до н. э. после тяжёлых боев было ликвидировано египтянами, но осенью того же года вавилоняне создали второй плацдарм в районе городов Шунадири, Эламму и Духамму. Все попытки египтян сбросить их в реку на этот раз потерпели неудачу.

#### Поход царевича Навуходоносора
Весной 605 года до н. э. вавилонская армия выступила в поход. Старый и больной Набопаласар не мог лично возглавить её и поручил командование сыну царевичу Навуходоносору. Нехо тоже отправился к Евфрату с главными силами своей армии, в составе которой наряду с египтянами и ливийцами были нубийцы, лидийские лучники и греческие наёмники. Решающая битва произошла под Каркемишем в конце мая 605 года до н. э.
Вавилоняне, форсировав Евфрат южнее Каркемиша, атаковали египетский лагерь под городскими стенами. Египтяне не выдержали натиска, и вавилоняне на плечах отступавшего противника ворвались в город. На улицах разгорелись кровопролитные схватки, к тому же вспыхнули пожары, вынудившие египтян покинуть город и вновь выйти в поле, где вавилоняне довершили их разгром. Остатки египетской армии в панике бежали к Хамату. Здесь победители настигли их и перебили. Потери египтян составили десятки тысяч человек. Мелкие государства Сирии, Финикии и Палестины не оказали сопротивления Навуходоносору и поспешили принести ему дань. От полного поражения Нехо спасли смерть Набопаласара (15 августа 605 года до н. э.) и вызванное этим возвращение Навуходоносора в Вавилон.

### Строительная деятельность Набопаласара
В своей строительной деятельности Набопаласар залечивал раны, нанесённые Вавилону Синахерибом и Ашшурбанапалом, хотя у него ещё не было для этого ни времени, ни достаточных средств. Он нашёл стены разрушенными, каналы засыпанными, здания пришедшими в ветхость. Он расчистил центральный канал Арахту, вымостил священную прецессионную дорогу, главную улицу столицы, реставрировал обе стены столицы — Имгур-Бел («Бел милосердовал») и Нимитти-Бел («Покой Бела»), вёл работы над каналом в Сиппаре, построил царский дворец в Вавилоне несколько южнее дворцов древних царей, воздвигал и реставрировал храмы. Он немедленно приступил к ремонту и украшению вавилонских святынь и с гордостью стал называть себя восстановителем Эсагилы и Эзиды. В своих надписях он с внешней стороны выступает воскресителем славной старины, употребляя для них архаические формы клинописных знаков эпохи Хаммурапи. Зиккурат Эсагилы Этеменанки («Дом основания неба и земли»), разрушенный ещё Синахерибом и недостроенный Асархаддоном, теперь был заложен снова «на груди преисподней, так, чтобы его вершина достигла неба». В торжественной процессии сам царь и его сыновья несли на головах позолоченные корзины с кирпичами для нового основания знаменитой башни.
Такова была строительная деятельность основателя халдейской династии. Если принять в соображение войну за независимость и недостаток средств, то нельзя не удивиться разносторонности этой строительной горячки. Само собой разумеется, что многое было только начато, другое, по необходимости, сделано на скорую руку. Так, царский дворец был построен из необожжённых кирпичей и недостаточно высоко, и при первом большом разливе Евфрата был разрушен.
Около 1500 административных и хозяйственных текстов известны со времени правления Набопаласара, большинство из них извлечены из раскопанных храмовых архивов в Уруке и Сиппаре, но они не содержат значительной части событий геополитического масштаба. Надписи, в которых записаны строительные проекты Набопаласара или его благочестие, обнаруженные в нескольких местах по всей Вавилонии, также мало упоминают о геополитических событиях.
Редкое негативное изображение Набопаласара было обнаружено в надписи эпохи Селевкидов, в которой Набопаласар определяется как «царь Страны моря» (Страна моря — самая южная часть Вавилонии, часто политически независимая или автономная) и обвиняется царь в том, что он украл деревянные таблички из храмов Урука. Современник жреца Урука Кидин-Ани утверждал, что видел эти таблички во время визита в Элам в царствование либо Селевка I, либо Антиоха I. Хотя всю эту историю следует рассматривать как недостоверную, вполне возможно, что она может быть связана с отрывком из вавилонских хроник, в котором упоминается, что Набопаласар возвратил статуи богов, которые ассирийцы украли из Элама и поместили в Уруке.
Правил Набопаласар почти 21 год. Власть Набопаласара и его преемников уже не была деспотичной. Нововавилонские цари зависели от всесильного жречества и торгово-рабовладельческой знати.
| X Нововавилонская (халдейская) династия |                                                                  |                            |
| Предшественник: Кандалану               | царь Нововавилонского царства 626 — 605 до н. э. (правил 21 год) | Преемник: Навуходоносор II |